# La Concepción (Pampanito)
Pour les articles homonymes, voir La Concepción.
La Concepción est l'une des trois paroisses civiles de la municipalité de Pampanito dans l'État de Trujillo au Venezuela. Sa capitale est La Concepción.

## Géographie

### Démographie
Hormis sa capitale La Concepción, la paroisse civile possède plusieurs localités :
- Ferrucio Batistone
- La Concepción
- La Peñita
- Mucuche Viejo
- Sector 13 de Abril (partagé avec la paroisse de Pampanito)
- Urbanización El Prado